# Bokermannohyla carvalhoi
Bokermannohyla carvalhoi är en groddjursart som först beskrevs av Peixoto 1981.  Bokermannohyla carvalhoi ingår i släktet Bokermannohyla och familjen lövgrodor. IUCN kategoriserar arten globalt som livskraftig. Inga underarter finns listade.